# 10 avril 1908
Le vendredi 10 avril 1908 est le 100e jour de l'année 1908.

## Naissances
- Paul Bernard Piché, compositeur et musicien québécois.

## Morts
- le député Arthur Ranc.

## Événements
Le 10 avril 1908 est votée en France la première loi qui autorise des sociétés spécialisées à distribuer des prêts immobiliers à des particuliers, notamment aux revenus modestes, en vue de l'acquisition de leurs logements.
Proposée par l'homme politique, député, avocat et journaliste Alexandre Ribot, cette loi est notamment à l'origine des HLM, des prêts d'accession sociale (PAS) et des prêts à taux zéro (PTZ).